# Amical club Colombe
Maillots
L'AC Colombe est un club féminin de football congolais basé à Brazzaville.

## Histoire
Le club est fondé le 16 août 1996. Il se revendique comme le plus titré du pays.
En 2017, en finale de coupe du Congo, l'AC Colombe domine (3-2) son rival historique, le FCF La Source, et retrouve sa couronne en coupe du Congo, après les sacres de 2001, 2005 et 2009. L'équipe conserve son trophée l'année suivante en battant en finale l'AS Epah Ngamba (1-0).
L'AS Colombe remporte le championnat en 2021, signant son 22e sacre. Ce trophée qualifie le club pour le tournoi éliminatoire UNIFFAC de la Ligue des champions de la CAF. Malheureusement, un manque de financements empêche l'équipe de se déplacer à Malabo pour la compétition.

## Palmarès
- Championnat du Congo
  - Vainqueur en 2005 et 2021[5] (minimum)
- Coupe du Congo
  - Vainqueur en 2001, 2005, 2009, 2017 et 2018[6] (minimum)